# Ilja Perfiljew
Ilja Perfiljew (russisch Илья Перфильев; * im 17. Jahrhundert; † im 17. Jahrhundert) war ein russischer Polarforscher.

## Leben
Perfiljew war Kosak und kommandierte eine 50-Kosaken-Einheit.
Perfiljew führte 1633 ein Tobolsker Kosaken-Kommando und eine Gruppe von Händlern, die Länder im Nordosten suchten. Zusammen mit dem Kommando Iwan Rebrows fuhr er im Sommer 1633 mit zwei Kotschen (Segelboote der Pomoren) auf der Lena hinunter bis in das Mündungsdelta am Nördlichen Eismeer. Dann fuhr Rebrow mit einer Kotsch nach Westen, während Perfiljew mit der anderen Kotsch nach Osten fuhr.
Perfiljew fuhr an der Bykowski-Halbinsel vorbei in die Buor-Chaja-Bucht und weiter nach Überwinterung am Kap Buor-Chaja vorbei nach Osten, sodass er 1634 die Jana-Mündung in der Jana-Bucht entdeckte. Er fuhr nun die Jana hinauf und entdeckte den westlichen Teil des Jana-Indigirka-Tieflands und das bis dahin unbekannte Volk der Jukagiren. An der oberen Jana gründete er 1635 das Winterlager Werchojansk und sammelte Kronenzobel von den dortigen Jakuten ein.
Im September 1637 schloss sich dem Kommando Perfiljews Rebrow mit seinen Leuten an. Im Sommer 1638 fuhren sie zurück ans Meer, worauf Rebrow weiter nach Osten fuhr, während Perfiljew nach Westen zur Lena fuhr, um die Kronenzobel nach Jakutsk zu bringen.
Das Winterlager Werchojansk wurde 1638 ein Ostrog und später eine Stadt.